# Ben Demery
Ben Demery (ur. 19 września 1986 w Newcastle, Australia) – australijski niewidomy kolarz. Dwukrotny wicemistrz paraolimpijski z Pekinu w 2008 roku.

## Medale Igrzysk Paraolimpijskich

### 2008
- – Kolarstwo – trial na czas – 1 km – B&VI 1–3
- – Kolarstwo – sprint – B&VI 1–3